# Lukas Karlsson
Nils Olof Lukas Karlsson (* 21. Mai 1982 in Nyköping) ist ein schwedischer Handballtrainer und ehemaliger Handballspieler.

## Karriere
Lukas Karlsson spielte in seiner Heimat zunächst bei IFK Nyköping und anschließend bis 2007 für Hammarby IF HF. Von dort wechselte er in die dänische Håndboldligaen zu Viborg HK. Ab 2008 stand der 1,80 Meter große und 82 Kilogramm schwere Rückraumspieler bei KIF Kolding unter Vertrag, mit dem er 2014 und 2015 die dänische Meisterschaft sowie 2014 den Pokal gewann. Karlsson spielte mit Hammarby, Viborg und Kolding in der EHF Champions League und im EHF-Pokal. Im Sommer 2016 wechselte er zu Ribe-Esbjerg HH. Ab der Saison 2017/18 war Karlsson bei Ribe-Esbjerg zusätzlich als Co-Trainer tätig. In der Saison 2019/20 lief er für den norwegischen Erstligisten Bækkelagets SK auf. Seine Karriere beendete er 2022 beim norwegischen Zweitligisten Follo HK. Vor der Saison 2022/23 übernahm er das Traineramt von Follo HK.
Lukas Karlsson bestritt 93 Länderspiele für die schwedische Nationalmannschaft, in denen er 173 Treffer erzielte. Er nahm an den Europameisterschaften 2010 und 2014 sowie den Weltmeisterschaften 2009, 2011 und 2015 teil.

## Privates
Karlsson ist mit der norwegischen Handballspielerin Ida Bjørndalen verheiratet.